# Семеду, Эди
Эди Маурисио Санчес Семеду (порт. Edi Maurício Sanches Semedo; род. 6 января 1999, Лиссабон) — португальский футболист, нападающий лимасольского «Ариса».

## Карьера

### Начало карьеры
Футбольную карьеру начинал в академии португальского клуба «Майя». В 2009 году футболист перебрался в структуру лиссабонской «Бенфики». В августе 2016 года футболист на правах арендного соглашения до конца сезона присоединился к клубу «Эшторил-Прая», где стал выступать за команду в возрастной категории до 19 лет. Вернувшись в лиссабонский клуб в июле 2017 года футболист продлил контракт и затем продолжил выступать на юношеском и молодёжном уровнях. В 2019 году футболист также привлекался к матчам за вторую команду клуба в рамках Второй лиги, однако оставался на скамейке запасных.

### «Белененсеш САД»
В июле 2019 года футболист перешёл в португальский клуб «Белененсеш САД». Футболист сразу же присоединился к молодёжной команде клуба. В начале 2020 года футболист стал подтягиваться к матчам с основной командой клуба. Дебютировал за клуб 12 января 2020 года в матче против клуба «Жил Висенте», выйдя на замену на 90 минуте. На протяжении сезона футболист был в клубе игроком запаса, продолжая выступать за молодёжную команду, за которую по итогам сезона отличился 8 забитыми голами и 2 результативными передачами.
В начале нового сезона футболист стал готовиться вместе с основной командой клуба. Первый матч футболист сыграл 28 сентября 2020 года против клуба «Фамаликан», выйдя на замену на 86 минуте. Дебютный гол за клуб футболист забил 23 декабря 2020 года в матче Кубка Португалии против клуба «Эшпинью». Однако на протяжении первой половины сезона футболист атк и продолжал выступать в клубе в роли игрока замены, появляясь на поле преимущественно под конец основного времени, отличившись своим единственным забитым голом.

#### Аренда в «Мафру»
В феврале 2021 года футболист на правах арендного соглашения присоединился к клубу «Мафра» до конца сезона. Дебютировал за клуб 7 февраля 2021 года в матче против клуба «Академику де Визеу», выйдя на замену на 79 минуте. Футболист на протяжении сезона выступал в клубе в роли игрока замены, результативными действиями так и не отличившись. По итогу сезона вместе с клубом завершил чемпионат на итоговом двенадцатом месте. По окончании срока действия арендного соглашения футболист покинул клуб. Затем летом 2021 года футболист также покинул и «Белененсеш САД».

### «Пенафиел»
В августе 2021 года футболист на правах свободного агента перешёл в португальский клуб «Пенафиел». Дебютировал за клуб 15 августа 2021 года в матче против лиссабонской «Бенфики B» , выйдя на замену на 77 минуте. Дебютный гол за клуб футболист забил 27 ноября 2021 года в матче против клуба «Варзин». Во второй половине сезона футболист смог полноценно закрепиться в основной команде клуба, став одним из ключевых игроков, отличившись 3 забитыми голами и 4 результативными передачами. По итогу сезона вместе с клубом футболист завершил чемпионат на итоговом седьмом месте.
Новый сезон футболист начал с матча 8 августа 2022 года против клуба «Лейшойнш», выйдя на замену на 60 минуте. Первым в сезоне забитым голом футболист отличился 22 августа 2022 года в матче против клуба «Белененсеш САД». На протяжении сезона футболист продолжал выступать в клубе как один из ключевых игроков стартового состава, отличившись 5 забитыми голами и 4 результативными передачами во всех турнирах. По итогу сезона футболист вместе с клубом завершил чемпионат на итоговом двенадцатом месте. По окончании срока действия контракт в конце июня 2023 года футболист покинул клуб.

### «Радомяк»
В июле 2023 года футболист перешёл в польский клуб «Радомяк», с которым подписал трёхлетний контракт. Дебютировал за клуб 30 июля 2023 года в матче против познанского «Леха». Дебютный гол за клуб футболист забил 7 октября 2023 года в матче против клуба ЛКС. В матче 29 октября 2023 года против любинского клуба «Заглембе» футболист отличился забитым дублем. На протяжении первой половины сезона футболист был одним из основных игроков клуба, чередуя матчи в стартовом составе и со скамейки запасных, отличившись за этот период 4 забитыми голами.

### «Арис» Лимасол
В январе 2024 года футболист перешёл в лимасольский «Арис», подписав трёхлетний контракт с опцией продления ещё на 2 года. Дебютировал за клуб футболист 22 января 2024 года в матче против клуба «Анортосис», выйдя на замену в начале второго тайма. В матче 28 января 2024 года против клуба «Этникос» футболист отличился своим дебютным забитым голом.